# Rebutia minuscula

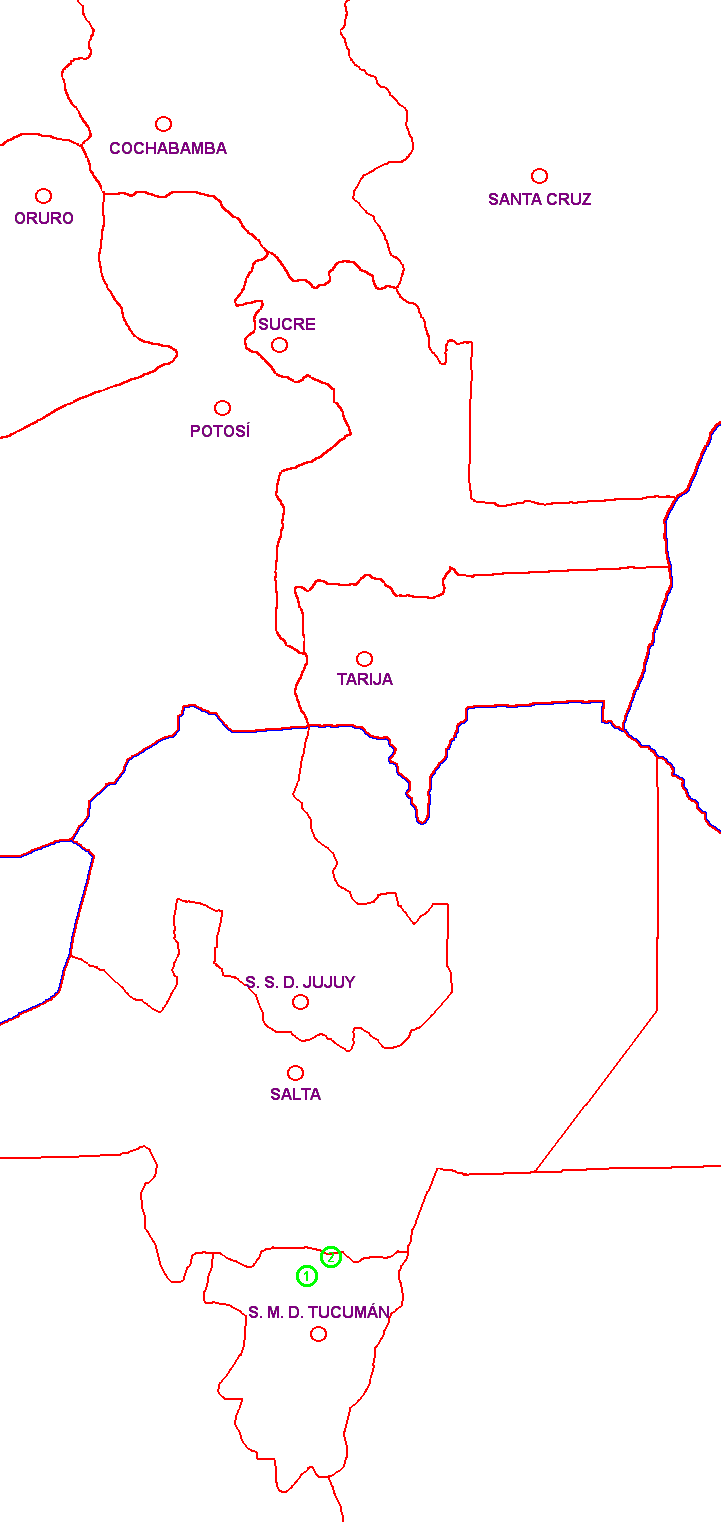
Mapa rozšíření R. minuscula

Rebutia minuscula je nejstarším známým druhem rodu rebucie, jak z hlediska nálezu, tak i popisu. Popis tohoto druhu byl současně i popisem nového, tehdy monotypického rodu. Druh byl pojmenován podle svého celkového vzhledu, minusculus znamená velmi drobný, malinký (posuzováno z pohledu doby jeho popisu).

## Rebutia minusculaK. Sch.
Schumann, Karl Moritz; Monatsschr. f. Kakt.-Kunde, 5: 102, 1895
Sekce Rebutia, řada Minuscula, typový druh sekce, typový druh rodu
Synonyma: 
- Echinopsis minuscula (K.Sch.) Web.; Dictionary Hort. Bois, p. 471, 1896
- Echinocactus minusculus (K.Sch.) Web.; in K. Schumann, Gesamtbeschreibung der Kakteen, p. 395, 1898
- Lobivia minuscula (K.Sch.) Kelsey & Dayton; Standard. Pl. Names, p. 73, 1942

### Popis
Vzrůst jednoduchý, později poněkud odnožující, v kultuře mírně trsovitý, stonky stlačeně kulovité až kulovité, 40 - 60 mm široké; pokožka leskle zelená; temeno snížené, holé; kořeny vláknité. Žeber 16 - 21, svisle až mírně spirálovitě probíhající, zcela rozložená v nízké, ploše kuželovité hrbolky; areoly kruhovité až mírně eliptické, 1,5 mm dlouhé, 4 mm navzájem vzdálené, umístěné na vrcholu hrbolků, slabě pokryté krátkou bělavou plstí, brzy holé. Trnů 25 - 30, štětinovité, sotva píchavé, jen okrajové, paprskovitě rozložené, málo odstávající, 2 - 5 mm dlouhé, bělavé až nažloutlé.
Květy vyrůstají z horní části starších areol ze spodní poloviny stonku, často až od základu těla, jsou štíhle nálevkovité, v dolní části květní trubky poněkud ohnuté, až 40 mm dlouhé, asi 35 mm široké, samosprašné; vnější okvětní lístky jsou kopinaté, zaokrouhlené s krátkou špičkou, jasně červené s nafialovělým leskem; vnitřní okvětní lístky jsou poněkud širší, uvnitř leskle červené, dolů postupně přecházející do žlutého jícnu; květní lůžko téměř kulovité, bledě červené, pokryté několika tmavěji červenými šupinami; květní trubka štíhle nálevkovitá, nažloutlá až načervenalá, nahoře 15 mm široká, vně pokrytá šupinami, které postupně přecházejí ve vnější okvětní lístky, stejně jako na květním lůžku šupiny bez vlasů a štětin; nitky světle žluté, prašníky nažloutlé; čnělka nažloutlá, blizna se 4 - 5 rameny nažloutlá, přesahující nejvýše stojící prašníky. Plod kulovitý, 3 - 4 mm široký, šarlatově červený, ve zralosti vysychající a nepravidelně praskající. Semena protáhle čepičkovitá, asi 1 mm dlouhá a 0,7 mm široká, nejširší v oblasti hila; hilum bazální, poněkud šikmé, bílé; testa leskle černá.

### Variety a formy
Variabilita tohoto druhu je v jednotlivých populacích nízká, a to se týká rovněž pěstovaných klonů. Drobné rozdíly v délce a barvě otrnění jsou často jen důsledkem rozdílů v kultuře, existují však také určité odchylky, které jsou v některých případech snad vázány na samostatné populace nebo se objevily během dlouhé doby pěstování a v důsledku samosprašnosti se stabilizovaly. Tak se mezi pozdějšími nálezy objevily rostliny s nahnědle oranžovými květy - R. minuscula f. brunneoaurantiaca Simon nom.prov. (Kakteen-Sukkulenten 1968). Někde lze snad ještě ve sbírkách nalézt potomky rostlin, které kdysi jako R. minuscula nabízel W. Wessner (Wessn. 9411, 9411A) nebo A.V. Frič (Frič 508, 509, 510; Verzeichnis). R. minuscula byla v minulosti nabízena také pod některými odlišnými jmény, např. R. scarlatea Frič n.n., R. petersonii hort. Zajímavá rostlina z okruhu R. minuscula je také sběr L 442 A. Laua z novější doby, má šarlatově až světle červené květy a delší a bělejší trny. Nově byly jako R. minuscula označeny také sběry RH 1186 a 1190 (?).
Roku 1935 byla C. Backebergem popsána R. grandiflora, která se od R. minuscula odlišuje většími stonky a většími květy s odlišným odstínem červené. Tento taxon byl roku 1960 přeřazen H. Krainzem do úrovně variety jako R. minuscula var. grandiflora a roku 1975 J. Donaldem do úrovně poddruhu jako R. minuscula subsp. grandiflora , mnohé však mluví pro zachování tohoto taxonu na úrovni druhu.

### Výskyt a rozšíření
Rebutia minuscula pochází z Argentiny, areál rozšíření tohoto druhu leží v provincii Tucuman. Rostliny podobné původním R. minuscula nalezl v novější době H. Fechser v provincii Tucuman jižně od Trancas (1). Sběr L 442 A. Laua pochází ze Sierra Medina z hraničního území argentinských provincií Salta a Tucuman (2). R. minuscula je v rámci sekce Rebutia nejjižněji se vyskytující taxon. Z provincie Tucuman pocházejí také sběry R. Hillmanna, u obou bylo jako místo nálezu uvedeno Hualinchay.